# Fandanguillo d'Almeria
El fandanguillo d'Almeria (Fandanguillo de Almería) és un fandango compost per Gaspar Vivas Gómez, amb lletra de Manuel del Águila i Antonio Zapata, i considerat oficiosament l'himne de la ciutat d'Almeria. L'estrena va tenir lloc al començament dels anys 1910 a càrrec de la bailaora Dora la Cordobesita en la seva presentació al Cafè Nuevo, ubicat a l'antic solar del comerç Marín Rosa, ara Sfera, al Passeig d'Almeria.

## Música
Té un recognoscible aire popular i aflamencat. Com tot fandango, l'Almeria denominat "fandanguillo", en ritme ternari de 3/4 o 3/8. Està estructurat en una introducció, dos temes, pont i repeticions, incloent la introducció. Pot escoltar-se en el carilló del rellotge de l'Ajuntament d'Almeria les seves notes inicials.

## Lletra
Lletra: popular(1), Manuel del Águila(2), Antonio Zapata(3):
(1) El fandango de Almería

nadie lo sabe cantar,

que lo cantan los mineros,

cuando van a trabajar

a las minas del Romero.

(2) Yo pensé que con el tiempo,

dormirían mis recuerdos,

desde que dejé Almería

pero se van aumentando

con las horitas del día.

(3) El fandango de Almería

es azul como las aguas

de la mar de su bahía,

que brilla como la plata,

al anochecer del día.

## Discografia
- Coral Verge del Mar. Cançons populars d'Almeria. Institut d'Estudis D'Almeria. RCA, SA ECPL-3070, Madrid, 1982. D.L. M-31313/82.
- Música popular d'almeria, Vol. I. Diputació d'Almeria. Chumbera Records. D-2-189-L, Almeria, 1989. D.L. AL-160-1989.[6]
- Fandanguillo de Almería Gaspar Vivas. Eritaña: de la Suite Iberia / Isaac Albéniz, Compañía del gramófono Odeón, La Voz de su Amo, Barcelona, 1954.[7]